# Ajahn Chah
Ajahn Chah Subhatto (Chao Khun Bodhinyanathera) (Thai: ชา สุภัทโท; alternatywnie pisane Achaan Chah, czasami z zaszczytnymi tytułami Luang Por lub Phra) (ur. 17 czerwca 1918, zm. 16 stycznia 1992) – mnich buddyjski w tradycji therawady, linii tajskiej tradycji leśnej. Uznano go za jednego z wielkich mistrzów medytacji w XX wieku. Był znany ze swego swobodnego i bezpośredniego stylu; znacząco wpłynął na buddyzm therawady na świecie.
Ajahn Chah założył klasztory (wat) Wat Nong Pah Pong i Wat Pah Nanachat w północnej Tajlandii. Oba znajdują się na obszarze, gdzie zachowała się dziewicza puszcza. W skład Wat Pah Pong wchodzi 250 oddziałów, a także ponad 15 stowarzyszonych klasztorów. Na całym świecie znajduje się dziesięć ośrodków medytacyjnych powiązanych z założonymi przez niego świątyniami w Tajlandii.
Ajahn Chah nie pozostawił po sobie tekstów pisanych, jego przemówienia zostały jednak nagrane, zapisane, przetłumaczone i opublikowane jako książki oraz materiały dostępne za darmo w Internecie.
Ponad milion ludzi, włączając w to tajską rodzinę królewską, uczestniczyło w pogrzebie Ajahn Chaha, który odbył się w 1992 roku. W spadku po sobie pozostawił nauki dhammy, studentów oraz klasztory.